# 斯塔泽马
斯塔泽马（義大利語：Stazzema），是意大利卢卡省的一个市镇。总面积80平方公里，人口3376人，人口密度42.2人/平方公里（2009年）。ISTAT代码为046030。
第二次世界大戰期間，聖安娜迪斯塔澤馬村是德國武装党卫队和意大利黑旅軍屠殺平民的地點（1944 年8月12日）。共有560人死亡，其中有100名兒童，其中一名只有20天大。戰後，這座市镇獲得了軍事英勇金質獎章。